# Gruppo dell'adelite-descloizite
Il gruppo dell'adelite-descloizite è un gruppo di minerali che cristallizzano secondo il sistema ortorombico. I minerali che cristallizzano secondo il gruppo spaziale P212121 (gruppo nº 19) appartengono al sottogruppo dell'adelite, mentre quelli che cristallizzano secondo il gruppo spaziale Pnma (gruppo nº 62) appartengono al gruppo della descloizite. Infatti è noto che più di una dozzina di minerali e alcuni composti sintetici della famiglia degli arsenati, vanadati, silicati e molibdati appartengono al tipo di struttura dell'adelite-descloizite. I doppi sali sono formati da due cationi:  il catione A è in coordinazione [7] oppure [8] (atomi di sodio, calcio o piombo), mentre il catione B ha coordinazione [6] in modo ottaedrico oppure coordinazione [4+2] in modo tetragonale-bipiramidale; tali coordinazioni sono verso atomi di magnesio, ferro, cobalto, nichel, rame o zinco.
I cristalli misti tra i membri di questo gruppo sono piuttosto comuni. Sono conosciuti molti altri minerali di questo gruppo, ma tutti ottenuti solo per via sintetica.

## Minerali del gruppo dell'adelite-descloizite
| Sottogruppo                   | Minerali |
| ----------------------------- | --- |
| Sottogruppo dell'adelite      | adelite · arsendescloizite · austinite · cobaltaustinite · conicalcite · duftite · gottlobite · hermannroseite · nickelaustinite · tangeite |
| Sottogruppo della descloizite | čechite · descloizite · duftite-alpha · gabrielsonite · mottramite · pirobelonite                                                           |